# Tania Witte

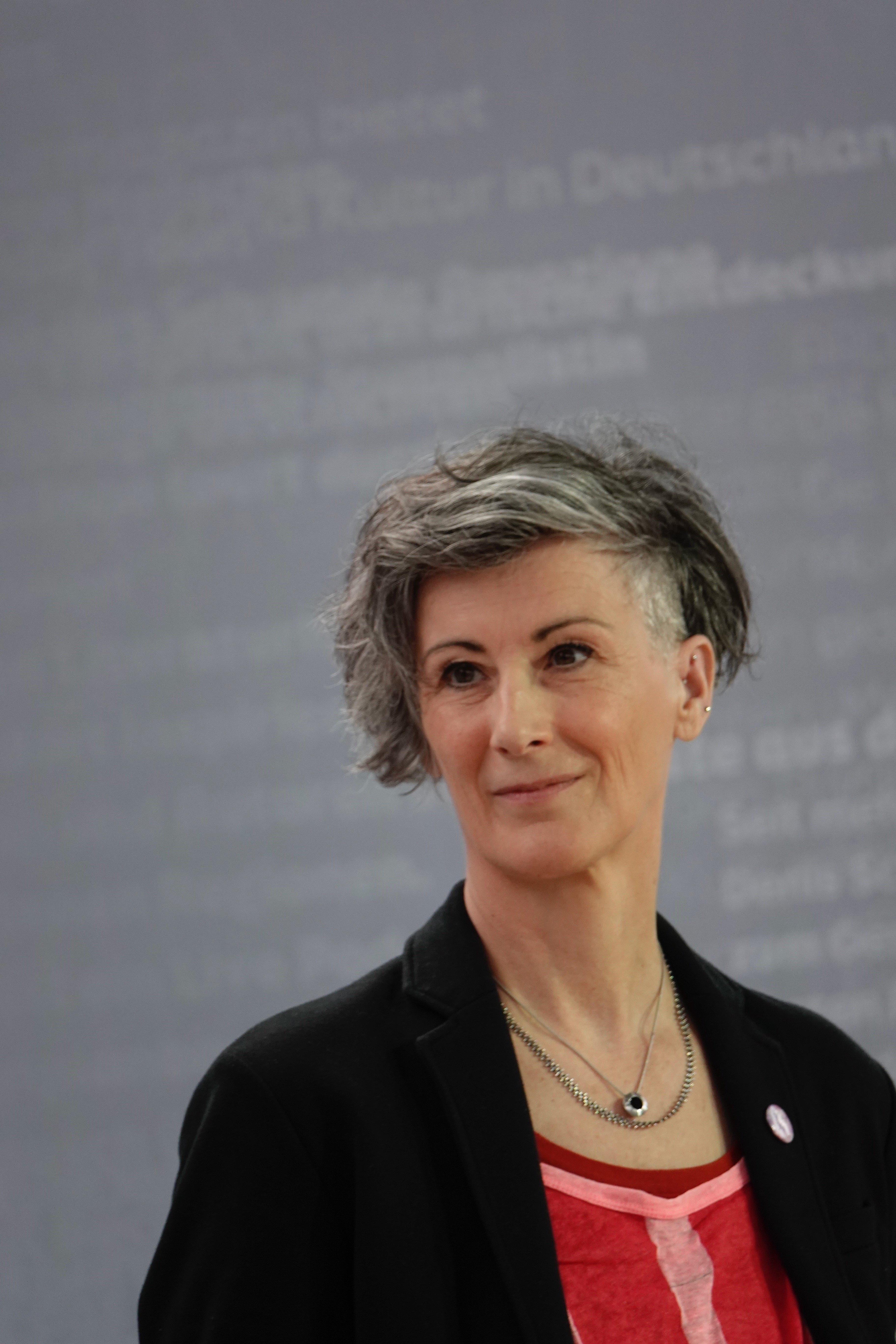
Tania Witte 2025

Tania Witte, Pseudonyme Ella Blix (gemeinsam mit Antje Wagner) und Caya T. bzw. CayaTe (* in Trier, Rheinland-Pfalz), ist eine deutsche Schriftstellerin.

## Werdegang
Tania Witte wuchs in Trier auf und schreibt Romane für Jugendliche und Erwachsene. Für ihre Arbeiten erhielt sie zahlreiche Auszeichnungen. Außerdem arbeitet die Diplom Medienpädagogin und Erwachsenenbildnerin als freie Journalistin, Lektorin und als Film-, Musik- und Literaturkritikerin. Darüber hinaus gibt sie Workshops zu Kreativem Schreiben, Spoken Word (Poetry Slam), Performance und Identität, moderiert Veranstaltungen, hält Vorträge und leitet Diskussionsrunden.
2013 erschien wöchentlich über ein halbes Jahr der Fortsetzungsroman „Lust. Ausgerechnet“ in die tageszeitung (taz).
Von 2014 bis 2018 schrieb sie im Wechsel mit zunächst Daniel Schreiber, danach mit Steffen Jan Seibel, die Kolumne „Andersrum ist auch nicht besser“ für das ZEITmagazin Online, die mit dem Felix-Rexhausen-Sonderpreis ausgezeichnet wurde.
Seit 2018 schreibt Tania Witte auch gemeinsam mit Antje Wagner unter dem Pseudonym Ella Blix phantastische, surreale Jugendromane.
Darüber hinaus ist Witte Teil interdisziplinärer Kunstprojekte und widmet sich seit 2007 der Kunst des Spoken Word. Im Jahr 2019 lebte und arbeitete sie als Mannheimer Stadtschreiberin drei Monate lang im Turmzimmer der Alten Feuerwache.
Witte lebt in Berlin.

## Werke
Einzelveröffentlichungen
- Einfach nur Paul. Coming-of-Age. Roman. Arena Verlag, Würzburg 2022, ISBN 978-3-401-60684-2.
- Marilu. Roman. Arena Verlag, Würzburg 2021, ISBN 978-3-4016-0588-3.
- Die Stille zwischen den Sekunden. Roman. Arena Verlag, Würzburg 2019, ISBN 978-3-401-60474-9.
- bestenfalls alles. Roman. Querverlag, Berlin 2014, ISBN 978-3-89656-224-1.
- leben nebenbei. Roman. Querverlag, Berlin 2012, ISBN 978-3-89656-202-9.
- beziehungsweise liebe. Roman. Querverlag, Berlin 2011, ISBN 978-3-89656-185-5.

Veröffentlichungen als Ella Blix
- Wild. Sie hören dich denken. Roman. Arena Verlag, Würzburg 2020, ISBN 978-3-401-60510-4.
- Der Schein. Roman. Arena Verlag, Würzburg 2018, ISBN 978-3-401-60413-8.

Hörbuch
- Einfach nur Paul. Gelesen von Isabel Abedi und Jonathan Berlin. German Wahnsinn GmbH, Hamburg 2022 (6:09 Std.).
- Die Stille zwischen den Sekunden. Rubikon Audio-Verlag, Hamburg 2019, ISBN 978-3-945986-90-5.

Mitherausgeberschaft
- Drag Kings. Mit Bartkleber gegen das Patriarchat. Querverlag, Berlin 2007, ISBN 978-3-89656-142-8.[1]

Anthologien (Auswahl)
- Auf dem Dach. (Auszug) In: Der Mensch ist frei (= Gegend Entwürfe. Band 2). Michael Au und Alexander Wasner (Hrsg.). Verlag Königshausen & Neumann, Würzburg 2018, ISBN 978-3-8260-6318-3, S. 55–64.
- Metamorphose. In: Unicorns don’t swim. Antje Wagner (Hrsg.). AvivA Verlag, Berlin 2016, ISBN 978-3-932338-82-3, S. 45–64.
- 162. In: Tausend Tode schreiben. Christiane Frohmann (Hrsg.). Frohmann Verlag, Berlin 2015, ISBN 978-3-944195-55-1.
- Heimathafen. In: Heimat (= Konkursbuch. Band 49). Corinna Waffender (Hrsg.). Konkursbuchverlag, Tübingen 2010, ISBN 978-3-88769-249-0.
- Strategiespiele. In: Unwiderstehlich! Die Kunst lesbischen Flirtens. Andrea Bocka (Hrsg.). Querverlag, Berlin 2010, ISBN 978-3-89656-177-0, S. 21–25.
- QueerFemme. Vom lebhaften (Er)leben einer Nichtexistenz. In: Femme! radikal – queer – feminin. Sabine Fuchs (Hrsg.). Querverlag, Berlin 2009, ISBN 978-3-89656-170-1, S. 56–63.

Übersetzungen
- respectively love. (Auszug aus beziehungsweise liebe) In: Quertext. An Anthology of Queer Voices from German-Speaking Europe. Gary Schmidt und Merrill Cole (Hrsg.). University of Wisconsin Press, Madison, Wisconsin 2021, ISBN 978-0-299-33380-5.
- The boarding school. (Auszug aus Ella Blix: Der Schein) In: Quertext. An Anthology of Queer Voices from German-Speaking Europe. Gary Schmidt und Merrill Cole (Hrsg.). University of Wisconsin Press, Madison, Wisconsin 2021, ISBN 978-0-299-33380-5.

## Ehrungen
Auszeichnungen allgemein
- 2025 Preis der Jungen Literaturhäuser[9]
- 2021 Recherchestipendium des Berliner Senats[10]
- 2020 Literaturstipendium des Deutschen Literaturfonds gemeinsam mit Antje Wagner als „Ella Blix“[11]
- 2019 Literaturstipendium des Ministeriums für Wissenschaft, Weiterbildung und Kultur des Landes Rheinland-Pfalz[12]
- 2019 Preisträgerin des Mannheimer Feuergriffels[13]
- 2018 Literaturstipendium des Niedersächsischen Ministeriums für Wissenschaft und Kultur[14]
- 2017 Martha-Saalfeld-Förderpreis des Ministeriums für Bildung, Wissenschaft, Weiterbildung und Kultur Rheinland-Pfalz[15]
- 2017 Stipendiatin des Künstlerhaus Edenkoben
- 2016 Sonderpreis beim Felix-Rexhausen-Preis zusammen mit Steffen Jan Seibel
- 2016 Nominierung für den Martha-Saalfeld-Förderpreis des Ministeriums für Bildung, Wissenschaft, Weiterbildung und Kultur Rheinland-Pfalz
- 2015 Stipendium des Prins Bernhard Cultuurfonds (NL)
- 2015 Stipendiatin des Besiendershuis, Nijmegen (NL)
- 2014 Nominierung für den Mannheimer Feuergriffel, Shortlist beste Drei
- 2011 Stipendiatin der Pioneer Bluffs Foundation, Kansas (US)

Auszeichnungen für einzelne Bücher
- für Einfach nur Paul: Shortlist des DELIA-Literaturpreis Junge Liebe 2023[16], Nominierung zum Jugendbuch des Monats Dezember der Deutschen Akademie für Kinder- und Jugendliteratur[17]
- für Marilu: Shortlist des DELIA-Literaturpreis Junge Liebe 2022[18]
- für WILD. Sie hören dich denken: Auszeichnung mit dem White Ravens der Internationalen Jugendbibliothek[19]
- für Die Stille zwischen den Sekunden: Nominierung für den Jugendliteraturpreis „Wi(e)derworte 2021“ der Stadt Monheim am Rhein[20], Kimi-Siegel für Vielfalt im Jugendbuch 2020[21]
- für Der Schein: Nominierung für die Goldene Leslie 2019
- für Unicorns don’t swim: Empfehlungsliste der Stadt Zürich „Gendersensible Kinder- und Jugendbücher“ (Winter 2016), Empfehlungsliste des Kantons Basel „Kinder- und Jugendbücher ohne Rollenklischees“ (Frühjahr/Sommer 2017)